# Буков Врх (Гореня вас-Поляне)
Буков Врх (словен. Bukov Vrh) — поселення в общині Гореня вас-Поляне, Горенський регіон, Словенія. Висота над рівнем моря: 796,1 м.